# Norra Råda distrikt
Norra Råda distrikt är ett distrikt i Hagfors kommun och Värmlands län. Distriktet ligger omkring Uddeholm, Råda och Mjönäs i nordöstra Värmland.

## Tidigare administrativ tillhörighet
Distriktet inrättades 2016 och utgörs av Norra Råda socken i Hagfors kommun.
Området motsvarar den omfattning Norra Råda församling hade vid årsskiftet 1999/2000.

## Tätorter och småorter
I Norra Råda distrikt finns tre tätorter och tre småorter.

### Tätorter
- Munkfors (del av)
- Råda
- Uddeholm

### Småorter
- Mjönäs
- Sörby
- Västra Skymnäs